# Uprowadzona 3
Uprowadzona 3 (ang. Taken 3) – francuski film sensacyjny z 2014 roku w reżyserii Oliviera Megatona, zrealizowany według scenariusza Luca Bessona i Roberta Marka Kamena. Zdjęcia kręcono w Los Angeles, Atlancie, Alicante oraz w regionie Murcji (Mazarrón, San Javier, Torre-Pacheco).

## Opis fabuły
Trzecia odsłona historii emerytowanego agenta CIA Bryana Millsa. Bohater zostaje oskarżony o zamordowanie swojej byłej żony. Musi udowodnić, że jest niewinny.

## Obsada
- Liam Neeson jako Bryan Mills
- Forest Whitaker jako inspektor Frank Dotzler
- Maggie Grace jako Kim Mills
- Famke Janssen jako Lenore Mills-St. John
- Dougray Scott jako Stuart St. John
- Sam Spruell jako Oleg Malankov
- Leland Orser jako Sam Gilroy
- Jon Gries jako Mark Casey
- David Warshofsky jako Bernie Harris
- Jonny Weston jako Jimmy
- Don Harvey as Detective Garcia
- Dylan Bruno jako detektyw Smith
- Al Sapienza jako detektyw Johnson